# Anastasija Logunova
Anastasija Jur'evna Logunova (in russo Анастасия Юрьевна Логунова?; Mosca, 20 luglio 1990) è una cestista russa.

## Carriera
Con la Russia ha disputato due edizioni dei Campionati europei (2015, 2019).

## Palmarès
- Mondiali 3x3:  1

Francia 2017